# Spaanse vlieg
De Spaanse vlieg of cantharide (Lytta vesicatoria, Synoniem: Cantharis vesicatoria) is een kever uit de familie oliekevers  (Meloidae), ook wel blaarkevers genoemd vanwege de blaartrekkende, irriterende stoffen die ze uitscheiden bij gevaar.

## Algemeen
De Spaanse vlieg wordt ongeveer 18 tot 22 millimeter lang en is groen van kleur met een metaalglans over de gehele bovenzijde van het lijf. Het achterlijf wordt naar achteren toe breder en de kop heeft twee duidelijk gelede tasters die ongeveer de helft van de lichaamslengte zijn. De onderzijde is zwart en sterk behaard met een fluweelachtige witte beharing. De kever scheidt bij verstoring een blaartrekkende stof uit die vijanden, maar ook voedselconcurrenten moet afschrikken. Deze stof ruikt en smaakt verschrikkelijk en wordt ook via de huid opgenomen waarna zeer grote, doorzichtige blaren ontstaan die later vanzelf weer verdwijnen. De Spaanse vlieg komt voor in grote delen van Zuid-Europa en leeft voornamelijk op planten uit de kamperfoeliefamilie en de olijffamilie.

## Gebruik
De Spaanse vlieg geniet grote bekendheid omdat een van de bestanddelen ervan populair is als afrodisiacum. Meestal wordt het verkocht in poedervorm of als liefdesdrank die de man die het inneemt een grotere seksuele potentie zou verschaffen. Het middel bevat de stof cantharidine, dat gewonnen wordt uit de gemalen kever. Gedroogde rauwe cantharides kevers bestaan voor ongeveer 0,5 tot 1 procent uit cantharidine.
De "lustopwekkende werking" wordt in werkelijkheid veroorzaakt door de bijtende stof die bij excretie de urineleider irriteert, zodat meer bloed naar de schaamstreek stroomt. Dit maakt het inderdaad makkelijker om een erectie te krijgen. In de oudheid werd het middel gebruikt als urineafdrijver. Cantharidine is echter een giftige stof waarvan de grens tussen een werkzame dosis en een gevaarlijke dosis erg nauw is. Voor mensen kan 0,03 gram cantharidine dodelijk zijn. De stof kan priapisme veroorzaken; een zeer langdurige erectie die kan leiden tot ernstige schade aan de penis. Het veroorzaakt bij een te hoge dosis ernstige maag- en nierproblemen, die tot de dood kunnen leiden. Cantharidine werd vroeger zelfs gebruikt om mensen te executeren middels de gifbeker. Egels zijn slechts weinig gevoelig voor cantharidine.
"Spaanse vlieg" wordt in seksshops, smartshops, via afstandsverkoop en met name op het internet aangeboden. De liefdespoeders en -drankjes bevatten echter in het algemeen homeopathische verdunningen (D6 of hoger) van Spaanse vlieg of cantharidine, soms vermengd met ginseng,  of andere afrodisiaca. In Marokko werd Spaanse vlieg vroeger soms vermengd met hasjiesj om het roken ervan een seksuele lading te geven.
In Afrika kent men soortgelijke kevers uit het geslacht Myalabris, ook behorende tot de oliekevers, die hetzelfde effect hebben. In de Levant wordt Mylabris fasciata in plaats van Spaanse vlieg gebruikt. Deze roze kever, die in Ethiopië in gepulveriseerde vorm tegen rabiës wordt ingezet, bevat eveneens cantharidine. In Zuid-Amerika wordt Mylabris oculata Thunb. gebruikt, naast Mylabris cericea Kley en andere soorten, met gehaltes cantharidine variërend tussen 0,32 en 2,73 procent. Een jezuïtische missionaris tekende het gebruik van een lustopwekkende groene kever (genaamd hukhi) op bij de Aymara. Dit is mogelijk ook een verwijzing naar Spaanse vlieg.
In de traditionele Chinese geneeskunde zijn het met name Mylabris phalerata Pall. en Mylabris cichorii L. die op eenzelfde manier als Spaanse vlieg worden opgebracht ter verbetering van de bloedsomloop. Deze zogenoemde Ban Mao bevat tussen 0,7 en 1,3% cantharidine. Daarnaast worden in de traditionele Vietnamese geneeskunde gedroogde en vermalen oliekevers gebruikt bij slokdarmkanker, levercelcarcinoom en huidaandoeningen.

## Voorkomen
De soort komt voor van Zuid-Europa tot Centraal-Azië en Siberië. In Nederland en België is de soort waarschijnlijk al in de 19e eeuw uitgestorven.
In de Papyrus Ebers, een van de belangrijkste medische papyrusrollen, wordt beschreven hoe cantharides op de schaamstreek van een barende vrouw werden opgebracht om de bevalling te bespoedigen.